# گذرنامه بلغارستانی

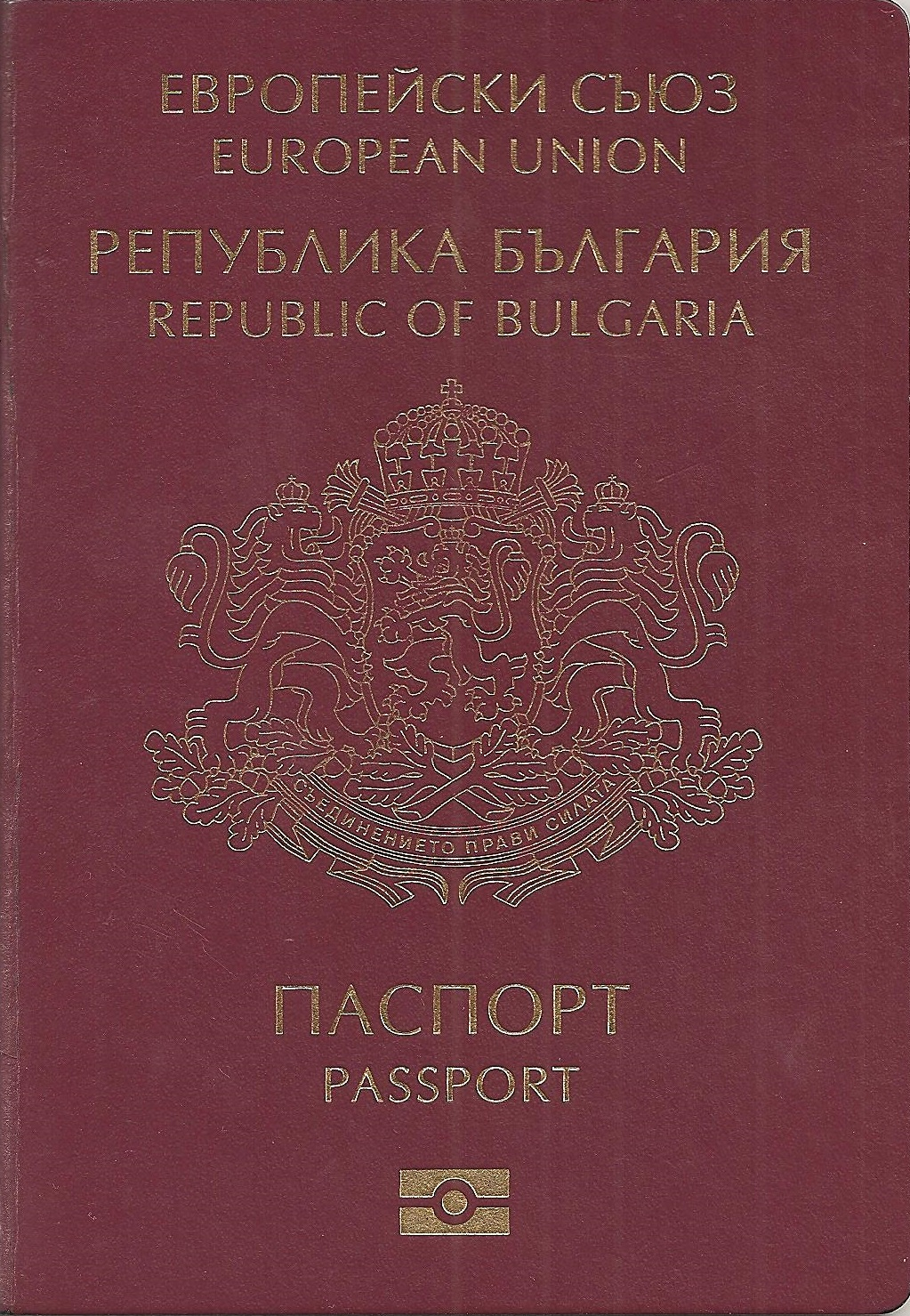
نمایی از یک‌نسخه گذرنامهٔ بلغارستانی در سال ۲۰۱۵

گذرنامهٔ بلغارستانی یک مدرک سفر بین‌المللی است که توسط کشور بلغارستان صادر می‌شود و بنا بر داده‌های سال ۲۰۲۳، دارندگان آن می‌توانستند به ۱۷۷ کشور دیگر بدون دریافت ویزا سفر کنند یا ویزا را در بدو ورود دریافت نمایند. این گذرنامه بر اساس رتبه‌بندی شاخص گذرنامهٔ هنلی در سال ۲۰۲۳ در رتبهٔ ۱۵ قرار داشت.